# صهبان (صحار)

## صَهْبان
صهبان منطقة سكنية تقع في ولاية صحار، التابعة لمحافظة شمال الباطنة في سلطنة عمان.  رمز المنطقة هو 60130483.

وهي منطقة من مناطق ولاية صحار بسلطنة عمان، وتعتبر بوابة العبور إلى مركز الولاية. وتعد  من المناطق الجبلية في السلطنة والتي تتميز بمقوماتها السياحية المختلفة، وعناصرها التراثية والتاريخية ومناظرها الطبيعية، ويعتمد سكناها سابقا في مصدر الرزق على الصيد والزراعة.

## المقومات السياحية
تعتبر صهبان مقصدا سياحيًا في الصيف والشتاء؛ نظرا لاعتدال درجة حرارتها وامتيازها بوجود عين صهبان، وهي عين مائية كبريتية تتدفق من بطون الجبال. وتختلف هذه العين عن باقي العيون المائية بلونها الأزرق، والذي يشكل تناغما مع الطبيعة ولون الأشجار فيها. < تتميز العين بتدفق مياهها الكبريتية الساخنة طوال العام، وتصاعد الأبخرة منها، إضافة إلى تكون رواسب بيضاء اللون على مسار جريانها في الوادي، ويقصدها كثيرون بهدف التداوي من بعض الأمراض الجلدية والآم المفاصل، وهذا ما يجعل العين تشهد إقبالا كبيرا طوال العام.> ويوجد في القرية معدن "الجابرو" الذي يتميز بلونه الأخضر، وكذلك فلج صهبان.

## تاريخها
يوجد بمنطقة صهبان مواقع أثرية مثل حارة السوق والتي أطلق عليها هذا الاسم بسبب وجود سوق يتجمع به جميع سكان المنطقة يوم الجمعة. كذلك، البيوت الأثرية والتي تسمى بيوت الجهم، وهي منازل طينية كانت تستخدم في الماضي خاصة في فصل الشتاء.

## الوصلات الخارجية
- المركز الوطني للإحصاء والمعلومات، سلطنة عمان